# Eimeric de Llemotges
Eimeric de Llemotges (escrit Aimericus en textos llatins, Aimerikos en grec i Hemri en armeni), fou un clergue catòlic d'origen francès, el quart patriarca llatí d'Antioquia de vers el 1140 fins a la seva mort. Fou una figura poderosa dins del Principat d'Antioquia, sovint en conflicte amb els prínceps. També fou un dels més destacats intel·lectuals en Terra Santa.

## Formació
Eimeric fou un noble d'alt rang, ric i mundà. Tenia coneixements de grec, llatí i altres llengües. És possible que fos el traductor de parts de la Biblia a algunes llengües romàniques, una de les quals el castellà. Sentia interès per aprendre, estava versat sobre la Història de Grècia i desitjava la lectura de molts llibres. En una carta enviada a l'erudit conseller de la cort romana d'Orient Hugo Eteriano, li demanava els comentaris de Joan Crisòstom sobre les Epístoles de sant Pau, les actes del Primer Concili de Nicea, i una història dels emperadors romans d'Orient especificant «des de l'època en què trencaren amb l'Imperi Romà fins al dia present.» No devia conèixer prou bé el grec, ja que envià al papa Eugeni III el manuscrit dels comentaris de Crisòstom a l'Evangeli segons Mateu i li demanà que li tornés una traducció al llatí. Com a bisbe Eimeric cregué important que cada eremita dels què habitaven a les muntanyes havia de tenir un conseller espiritual.

## 1140-1149 Autoritat com a patriarca discutida
L'autoritat d'Eimeric després del seu nomenament com a patriarca no quedà clara. El seu predecessor, Raül de Domfront, no estava mort però havia sigut deposat i se li havia demanat al papa Innocenci II que el reinstaurés. Sembla que Eimeric estigué durant força temps esperant la seva consagració després que Raül fos cessat. Fins al 1149 no hi ha cap document que esmenti Eimeric com a patriarca, probablement perquè Raül era viu i la legitimitat de la seva autoritat estava en dubte. Després de la batalla d'Inab el 1149, el victoriós Nur-ad-Din Mahmud assetjà la ciutat d'Antioquia, la qual estigué defensada per Eimeric i la princesa Constança d'Antioquia fins que arribà un exèrcit comandat per Balduí III de Jerusalem i dispersà els musulmans. Raül probablement morí el 1149 i Eimeric fou acceptat universalment entre els catòlics.

## 1153: Disputa amb Reinald de Châtillon
El 1153 Eimeric s'oposà a la validació del matrimoni en secret entre Constança i Reinald de Chatillon. A causa d'això la relació amb aquest senyor seria des de llavors tibant. El 1156 Reinald es queixà que l'emperador romà d'Orient Manuel I Comnè havia faltat a la seva promesa de pagar uns diners a Reinald, i jurà atacar l'illa de Xipre en venjança. Quan Eimeric refusà finançar aquesta expedició, Reinald l'agafà pel pit el copejà fins a fer-lo sagnar, després li estripà les vestidures, el cobrí de mel i l'exposà al Sol, a dalt de la ciutadella perquè el turmentessin els insectes. Temps més tard l'alliberà, i el patriarca caigué esgotat als peus i acceptà finançar l'atac a Xipre. L'exèrcit de Reinald atacà els habitants de l'illa i efectuà pillatge. Eimeric llavors abandonà Antioquia per anar a viure a Jerusalem, on residí fins que Reinald fou capturat.

## 1156-1160: Exili a Jerusalem
El setembre del 1158 Eimeric celebrà el matrimoni entre Teodora Comnena, neboda de l'emperador romà d'Orient, i Balduí III, perquè el patriarca llati de Jerusalem, Amaury de Nesle, encara havia de ser consagrat. Eimeric tornà a Antioquia el 1159 acompanyant Balduí. El 1160 Eimeric, reunit amb altres prelats de Palestina, reconegueren després d'un llarg debat, Alexandre III com a papa.
El 1160 Reinald fou capturat per Maj al-Dīn, governant d'Alep, en la batalla de Harim. Tot i que Constança reclamà el dret a governar el principat, el rei Balduí III instal·là en el tron el fill que ella havia tingut amb un marit anterior, Bohemon III, i nomenà Eimeric com a regent. Constança protestà per aquesta decisió a la cort de l'emperador Manuel.

## Regència (1164-1165) i segon exili (1165-1171)
Eimeric com a regent del Principat d'Antioquia, envià una carta al rei Lluís VII de França demanant-li ajut militar. La regència del patriarca fou breu, Bohemon fou alliberat mitjançant el pagament de 150.000 dinars, aportades per Manuel i enviades per Amalric I de Jerusalem. Després d'això, Bohemon visità l'emperador i, per agrair-li tornà a establir un patriarca ortodox a Antioquia, Atanasi I. Eimeric, disgustat per això, imposà l'excomunió a tota la ciutat i s'exilià al seu castell d'Al Quseir on romangué fins a la mort d'Atanasi el 1170, produïda per un terratrèmol que destruí la catedral durant la litúrgia. Vers el 1180 l'emperador romà d'Orient ja tractava Eimeric com a legítim patriarca i, podria ser que això passès per mediació de Guillem de Tir que visità Antioquia i Constantinoble per fer possible la reconciliació entre ambdós.
Durant el seu exili Eimeric tingué bona relació amb el patriarca jacobita d'Antioquia, Miquel el Sirià, amb el qual es trobà a Jerusalem per la Pasqua del 1167.[14] Per tal d'humiliar Atanasi, Eimeric acordà amb Bohemon III una entrada cerimonial del patriarca Miquel a Antioquia on després li donà la benvinguda a la catedral de Sant Pere. Miquel li regalà un tractat contra el maniqueisme, perquè els catòlics el fessin servir contra els càtars, i Eimeric convidà el jacobita a acompanyar-lo al Tercer Concili del Laterà el 1179, però ell declinà assistir-hi. Eimeric fou el primer prelat llatí que permeté a un patriarca jacobita nomenar un vicari el seu germà Atanasi, per la seu d'Antioquia.

## Antioquia sota excomunió
Vers el 1181, Bohemon repudià la seva esposa Teodora, que era neboda del recentment difunt emperador Manuel, i es casà amb una dona de nom Sibil·la que, segons Guillem de Tir, tenia la reputació de practicar «arts malèfiques». El príncep fou excomunicat pel papa Alexandre III i també tot el principat. Bohemon manà que empresonessin Eimeric i altres bisbes i s'apoderà dels tresosrs de les esglésies. Eimeric, amb el suport de la noblesa d'Antioquia encapçalada per Reinald II Mazoir, senyor de Margat, resistí al setge que Bohemon posà al seu castell d' Al Quseir. El mateix Eimeric participà en la lluita i instigà revoltes contra el govern de Bohemon. Balduí IV de Jerusalem envià el patriarca Heracli a Latakia per negociar una pau entre ambdues parts. Bohemon romangué excomunicat, ja que no volia renunciar a Sibil·la, el príncep tornà les propietats de l'Església a Eimeric i s'aixecà l'excomunió al principat.

## Defensa d'Antioquia: 1194
El 1194 Bohemon, la seva família i la seva cort foren capturats a Baghras per Lleó II d'Armènia Menor, el qual els envià a Sis per ser empresoats. Per guanyar-se la llibertat, accedí a sotmetre Antioquia a vassallatge d'Armènia. Bartolomeu Tirel, mariscal d'Antioquia, i Ricard de L'Erminet van ser enviats a posar la ciutat en mans de l'armeni Hetum de Sassun. Eimeric al capdavant del clergat, encoratjà els ciutadans a resistir-se al canvi de govern i els armenis s'hagueren de quedar fora de les muralles perquè s'havia instaurat una comuna o assemblea de representants del poble, que reconeixia l'autoritat de Ramon IV de Trípoli fins al retorn de Bohemon. La comuna envià tot seguit una ambaixada demanant ajut al rei Enric I de Jerusalem.

## Reunió d'eclesiàstics maronites, armenis i llatins
El 1181 Eimeric es reuní amb el patriarca maronita i alguns bisbes de les diòcesis catòliques de Jubail, Butron i Trípoli, al Mont Líban. Els maronites feren una petició formal de ser acollits dins el si de l'Església Catòlica Romana, de la qua se n'havien separat al segle viii.  Eimeric no visqué prou per veure com eren acceptats, però participà en una reunió amb els membres de l'església d'Armènia el 1195 i fins i tot permeté que Nerses de Lampron prediqués en les seves esglésies.